# Kronika trojánská

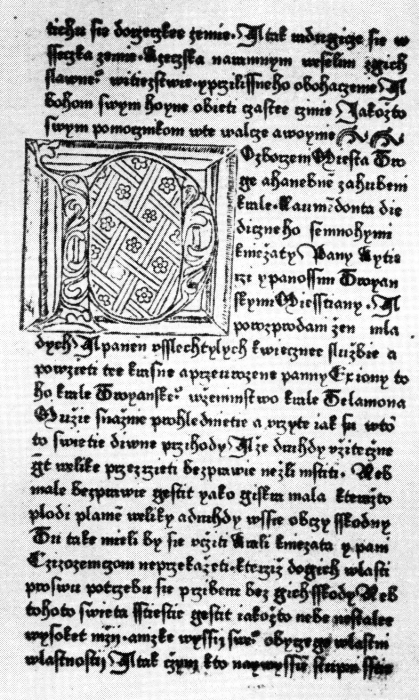
Stránka z Kroniky trojánské

Kronika trojánská je středověký historický román, staročeský překlad latinského díla Historia Troiana, jež sepsal roku 1287 Guido de Columna. Kniha zpracovává starověký námět dobytí Tróje. Kniha byla vydána tiskem už v 15. století v Plzni, patří proto mezi nejstarších dochované tisky (tzv. inkunábule) v češtině a dříve byla (na základě uvedeného roku 1468) považována za nejstarší českou tištěnou knihu vůbec.

## Historie
Tento prvotisk byl zhotoven ve druhé polovině 15. století v Plzni; tiskař je neznámý. Za datum vydání byl dlouho považován rok 1468, který je na konci knihy skutečně uveden. Později však Emma Urbánková z Národní knihovny v Praze objevila rukopis, který byl přesnou předlohou tištěného vydání a nese rovněž datum 1468. Protože datum 1468 je vzhledem k šíření knihtisku ve Střední Evropě až příliš rané a protože tiskař patrně neuměl česky, mohlo být i datum mechanicky převzato z tohoto rukopisu a tisk může být ve skutečnosti až o 10 let mladší. Nejstarší knihou, tištěnou v Čechách, tak mohou být i latinská Statuta Arnošta z Pardubic (Statuta provinicialia Arnesti) z roku 1476. Druhého vydání se Kronika trojánská dočkala roku 1488 kdy vyšla v Praze. Do dnešního dne se dochovaly 3 exempláře prvního českého vydání Kroniky trojánské.

## Popis
Po stránce typologické prvotisk není jednotným dílem. Tiskař narážel na různé technologické nedostatky a překážky tiskárny. Je použito nejednotné gotické písmo, tzv. česká bastarda, které bylo ulito podle dobových rukopisných tvarů. Pro iniciálky byly použity dřevořezné vzory. V sazbě je použito celkem 99 malých a 32 velkých liter. Tehdejší způsob knihtisku, kdy pevnost sazby byla podporována provlékáním každé kuželky písma drátem nebo motouzem, měl nemalý vliv na špatné postavení písmen i na hojné ulamování akcentů, které při slepování vazby trpěly nejvíce. V kronice není užita délka hlásek ani česká interpunkce (jen tečky, dvojtečky a rozdělovací znaménka, dělení slov však nedodržuje pravidla). Není užita signatura. Dále jsou v kronice znaménka důležitá pro badatele v dějinách knihtisku, protože určují místa tisku. Stejný znak je použit i ve "Statutech Arnošta z Pardubic", vydaných v Plzni; podle toho lze usoudit, že Kronika vyšla též v Plzni. Obsahuje řadu tiskových chyb, které nasvědčují, že sazba neprošla korekturou a tiskař možná neuměl česky.